# Nymphon longitarse
Nymphon longitarse är en havsspindelart som beskrevs av Krøyer, H. 1844. Nymphon longitarse ingår i släktet Nymphon och familjen Nymphonidae. Arten har ej påträffats i Sverige. Inga underarter finns listade i Catalogue of Life.